# Zvolenov
Zvolenov (německy Zwolenow, dříve též Bobalov, německy Bobalow) je vesnice, součást obce Petrov v okrese Hodonín.

## Historie
Ves Zvolenov byla založena v těsném sousedství Petrova v roce 1514 bratry Janem a Bartolomějem ze Žerotína. Zástavba vesnice tvoří oboustrannou ulicovku, začínající na centrální křižovatce v současném Petrově a vedoucí severovýchodním směrem podél cesty do Strážnice (dnešní silnice I/55). Od poloviny 16. století se používal název Bobalov, který vydržel až do roku 1848. Obě vesnice byly až do zrušení patrimoniální správy součástí strážnického panství. Po roce 1850 měl Zvolenov jako samostatná obec vlastní samosprávu a zástavba obou vsí na jižním konci, kde se stýkají na sebe kolmé návsi Petrova a Zvolenova, vzájemně splývala. Ve 20. letech 20. století se obyvatelé obou obcí dohodli na sloučení, ke kterému došlo v roce 1928. Zvolenov se tak stal součástí Petrova. Katastrální území Zvolenova bylo zrušeno v roce 1955 a začleněno do petrovského katastru.

## Obyvatelstvo
| 1869 | 1880 | 1890 | 1900 | 1910 | 1921 | 1930 | 1950 | 1961 | 1970 | 1980 | 1991 | 2001 | 2011 |
| ---- | ---- | ---- | ---- | ---- | ---- | ---- | ---- | ---- | ---- | ---- | ---- | ---- | ---- |
| 382  | 397  | 407  | 408  | 438  | 379  | —    | —    | —    | —    | 368  | —    | —    | —    |